# Mezoderm
Mezoderm (též mesoderm) je střední zárodečný list, který se zakládá mezi ektodermem a entodermem. Vzniká ve stadiu gastruly u živočichů řazených mezi trojlisté (Triblastica), naopak u dvojlistých (Diblastica) se mezoderm vůbec nevyvíjí.

## Vznik

### Obecně

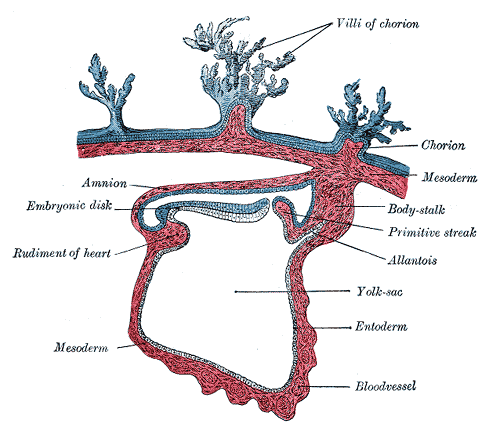
Průřez lidským embryem ve stadiu, kdy již vznikl mezoderm (vystýlá žloutkový vak)

Mezoderm může vznikat jak z ektodermu, tak z entodermu. V prvním případě se označuje ektomezoderm, ten je však spíše výjimečný (např. u některých žahavců), typičtější je tzv. entomezoderm. Ten vzniká určitým způsobem z entodermálních buněk, které se usídlí v prostoru mezi ektodermem a entodermem. Zpočátku nevytváří souvislé tkáně, nýbrž houbovité shluky buněk, a označuje se jako mezenchym. Jindy převládá amorfní nebuněčná složka tvořená rosolem či vláknitým materiálem – tehdy se používá spíše termín mezoglea (např. u polypovců).
V mezodermální tkáni se běžně objevuje dutina označovaná coelom. Existuje několik typů coelomu (schizocoel, enterocoel), u některých primitivnějších živočichů se však coelom vůbec nevytváří a jeho místo v podstatě zastává blastocoel, zvaný v dospělosti spíše pseudocoel. Coelomální dutina je obklopena mezodermálním epitelem (pleurou). Buňky pleury, které směřují z těla ven, se označují jako somatopleura (parietální peritoneum), naopak buňky směřující do dutiny coelomu se shrnují pod označením splanchnopleura (viscerální peritoneum).

### U člověka
U člověka vzniká mezoderm během třetího týdne vývoje embrya, kdy se dvouvrstevné embryo během gastrulace přemění na embryo trojvrstevné. V tomto procesu buňky z epiblastu pronikají v oblasti primitivního proužku do spodní strany embrya a vytváří zde postupně všechny zárodečné listy.
U člověka se dá jednoduše mezoderm rozdělit do tří částí, podle toho, kde se nachází. Nejblíže vnitřní ose embrya se nachází axiální a paraxiální mezoderm, směrem blíže k povrchu je intermediární a téměř u kraje (na bocích) se nachází laterální mezoderm. Z prvního jmenovaného u člověka vznikají podél neurální trubice somity. Jejich vývoj, tedy somitogeneze, začíná asi 20. dne a trvá asi 10 dní. Z intermediárního mezodermu zase vzniká vylučovací soustava.

## Orgány mezodermálního původu

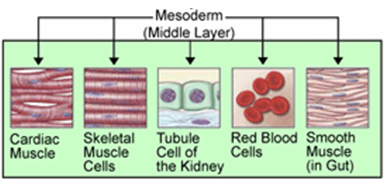
Orgány mezodermálního původu

Pokud se u daného živočicha mezoderm vyskytuje, tak vždy vytváří objemově největší část těla. Z mezodermu jsou odvozeny vždy ty struktury, které leží mimo coelom (vně somatopleury); naopak orgány obalené splanchopleurou jsou již entodermálního původu. Příkladem je střevo - sice je obalené mezodermální tkání, ale je produktem entodermu (tzv. extraperitoneální orgán). To mimochodem znamená, že střevo leží mimo pravou tělní coelomální dutinu, ačkoliv na první pohled se od ostatních orgánů uložených v břiše neodlišuje.
Mezi lidské orgány mezodermálního původu patří například svaly, kostra, oběhová soustava, vylučovací soustava, pohlavní soustava; v podstatě však také orgány vzniklé ze stěn coelomu (např. část cévní soustavy). U bezobratlých vzniká z mezodermu obvykle svalstvo, zárodečný epitel v pohlavních orgánech, „kosterní“ destičky ostnokožců a podobně, dále z coelomu vzniká oběhová soustava a některé části opěrné a pohlavní soustavy.